# 세가 마스터 시스템
세가 마스터 시스템(영어: Sega Master System, 일본어: セガ・マスターシステム)은 세가에서 제조 및 개발한 8비트 3세대 가정용 비디오 게임기이다. 원래 1985년 일본에서 출시된 SG-1000 시리즈 콘솔의 세 번째 버전인 세가 마크 III를 재설계한 수출용 모델이었다. 마스터 시스템은 1986년 북아메리카에서 출시되었고, 이어서 1987년 유럽, 1989년 브라질과 한국에서 출시되었다. 일본 버전은 1987년에 출시되었으며, FM 오디오 칩, 연사 스위치, 3D 안경 전용 포트가 추가되었다. 더 저렴한 모델인 마스터 시스템 II는 1990년 북아메리카, 오스트랄라시아 및 유럽에서 출시되었다.
오리지널 마스터 시스템 모델은 카트리지와 신용카드 크기의 마이 카드 형식을 모두 사용한다. 액세서리로는 라이트 건과 특별히 디자인된 게임과 함께 작동하는 3D 안경이 있다. 이후 마스터 시스템 II는 카드 슬롯을 제거하여 카트리지만 사용하는 시스템이 되었고, 3D 안경과는 호환되지 않는다.
마스터 시스템은 닌텐도 엔터테인먼트 시스템 (NES)과 경쟁하기 위해 출시되었다. 닌텐도의 플랫폼 독점 정책으로 인해 마스터 시스템의 게임 라이브러리는 NES보다 작고 잘 평가된 게임이 적었다. 마스터 시스템은 더 새롭고 개선된 하드웨어를 가졌음에도 불구하고 일본과 북아메리카에서 닌텐도의 시장 점유율 우위를 뒤집는 데 실패했다. 그러나 유럽, 브라질, 한국, 호주를 포함한 다른 시장에서는 더 큰 성공을 거두었다.
마스터 시스템은 전 세계적으로 1천만~1천3백만 대가 판매된 것으로 추정된다. 또한 Tectoy는 브라질에서 8백만 대의 라이선스 마스터 시스템 변형 모델을 판매했다. 회고적 비평가들은 메가 드라이브의 개발에 있어서 그 역할과 PAL (PAL-M 포함) 지역에서 특히 호평을 받은 여러 게임을 인정했지만, NTSC 지역에서 NES가 지배했던 제한적인 라이브러리에 대해서는 비판적이다.

## 역사

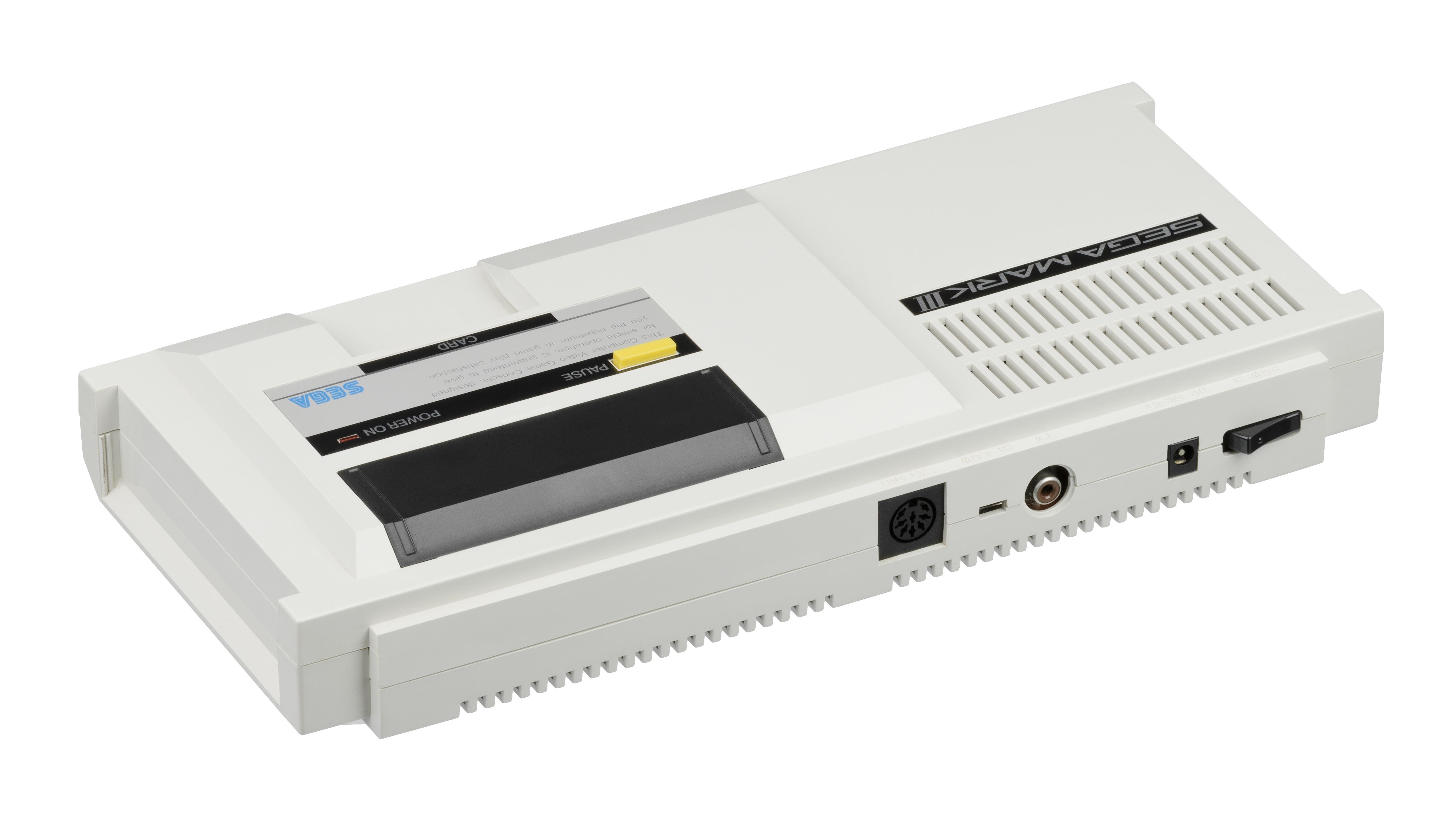
마크 III 후면 모습

### 마크 III
1983년 7월 15일, 세가는 첫 비디오 게임 콘솔인 SG-1000을 일본에서 출시했다. 이 출시는 경쟁사 닌텐도가 패미컴을 출시한 날과 일치했다. 1984년, 모회사 Gulf and Western Industries는 세가를 포함한 비핵심 사업을 매각했고, 세가 사장 나카야마 하야오가 CEO로 취임했다. 세가는 탈부착 가능한 컨트롤러를 포함한 여러 하드웨어 변경 사항이 특징인 또 다른 콘솔 SG-1000 II를 출시했다. 이어서 SG-1000 II를 출시했다. 나카야마와 세가 공동 설립자 데이비드 로젠은 CSK 코퍼레이션의 재정 지원을 받아 경영자매수를 주선하고 CSK CEO 오카와 이사오를 회장으로 임명했다.

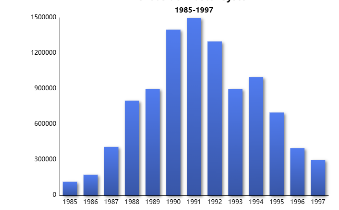
마스터 시스템의 연간 판매량 (1985년-1997년)을 보여주는 그래프이다. 원본 그래프는 같은 문서의 브라질 버전에 있다.

닌텐도와 더 잘 경쟁하기 위해 세가는 1985년 일본에서 또 다른 콘솔인 세가 마크 III를 출시했다. 마크 III는 SG-1000의 재설계 버전이었다. 이 콘솔은 SG-1000 II에 이어 나중에 메가 드라이브 개발을 이끈 사토 히데키와 이시카와 마사미를 포함한 동일한 팀이 설계했다. 사토에 따르면, 세가가 만들고 싶었던 게임에 필요한 성능을 갖추지 못했던 SG-1000의 텍사스 인스트루먼츠 TMS9918A 그래픽 칩의 한계 때문에 콘솔이 재설계되었다. 마크 III의 칩은 세가의 시스템 2 아케이드 시스템 보드의 유닛을 기반으로 자체 설계되었다.
세가 마크 III는 1985년 10월 20일 일본에서 ¥15,000에 출시되었다. 하드웨어는 패미컴보다 강력했지만, 마크 III는 출시 당시 성공적이지 못했다. 닌텐도의 타사 개발자 라이선스 정책에서 문제가 발생했는데, 닌텐도는 패미컴 게임이 다른 콘솔에서 출시되지 않도록 요구했기 때문이다. 세가는 자체 게임을 개발하고 다른 개발자의 게임을 이식할 권리를 얻었지만, 판매가 부진했다.

### 마스터 시스템으로 북미 출시

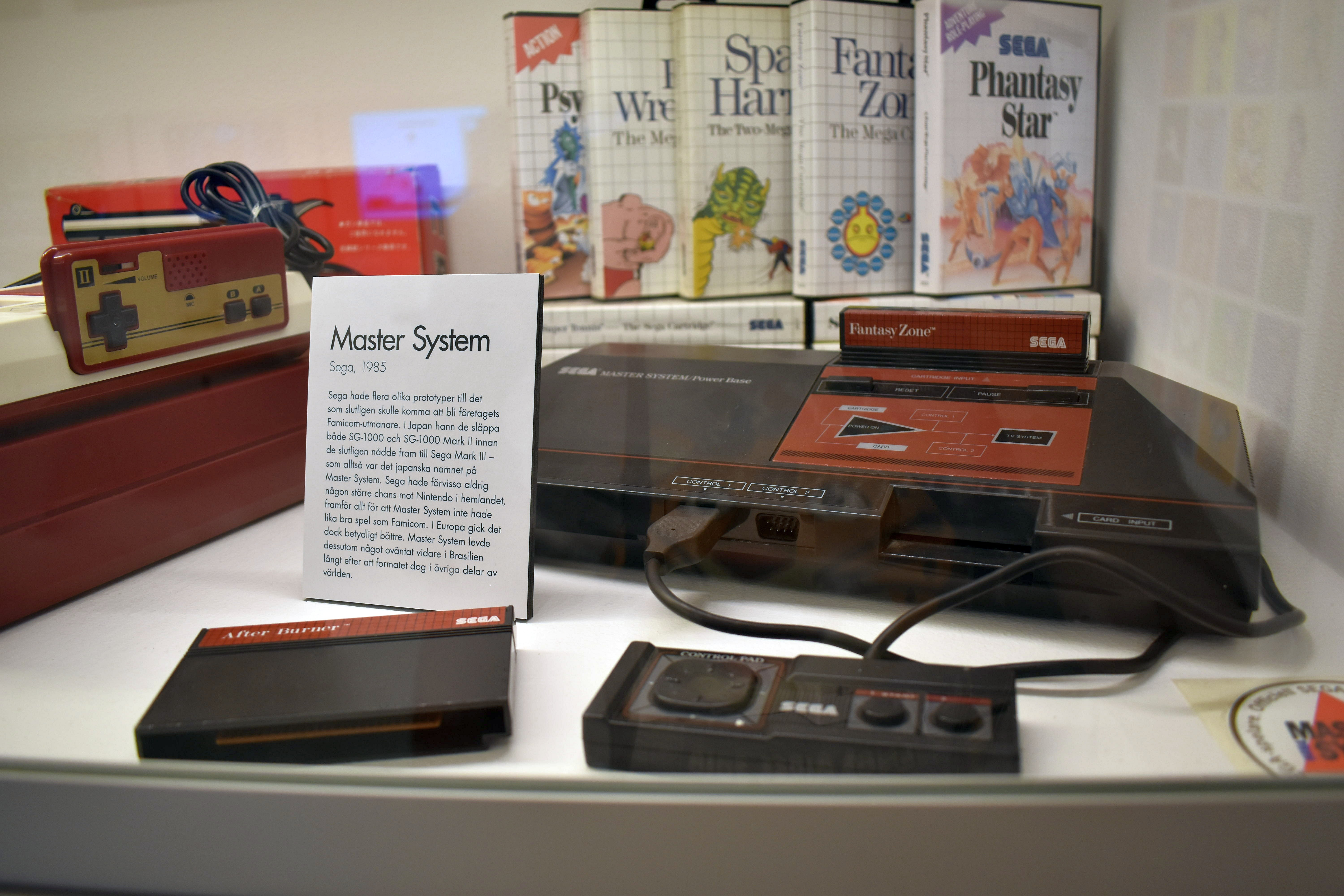
마스터 시스템은 서양인의 취향에 맞춰 재설계되었다. 콘솔과 게임의 패키지는 애플 제품에서 영감을 받아 흰색 배경에 격자 디자인을 사용했다.

SG-1000은 미국에서 출시되지 않았지만, 세가는 일본보다 북아메리카에서 비디오 게임 콘솔 사업이 더 잘 될 것이라고 기대했다. 이를 위해 1986년 세가 아메리카가 설립되어 북아메리카의 회사 소비자 제품을 관리하게 되었다. 로젠과 나카야마는 닌텐도 오브 아메리카의 영업 담당 부사장인 브루스 로리를 고용했다. 로리는 세가가 샌프란시스코에 새로운 사무실을 열 수 있도록 허용했기 때문에 회사를 바꾸도록 설득되었다. 그는 닌텐도 오브 아메리카에서 일했고 단어의 조합을 좋아했기 때문에 자신의 부서에 "세가 아메리카"라는 이름을 선택했다. 처음에는 세가 아메리카가 서양 출시를 위해 마크 III를 재포장하는 임무를 맡았다. 세가 아메리카는 닌텐도가 패미컴을 닌텐도 엔터테인먼트 시스템(NES)으로 재작업한 것과 유사하게 마크 III를 마스터 시스템으로 브랜드를 변경했다. 이 이름은 세가 아메리카 직원들이 제안된 이름이 적힌 화이트보드에 다트를 던져서 선택되었다. 더 저렴한 콘솔인 베이스 시스템을 출시할 계획도 결정에 영향을 미쳤다. 오카와는 비디오 게임 산업과 무술의 경쟁적인 성격, 즉 오직 한 명의 경쟁자만이 "마스터"가 될 수 있다는 것을 언급한다고 설명하자 이름을 승인했다. 콘솔의 미래 지향적인 최종 디자인은 서양인의 취향에 어필하기 위함이었다. 북아메리카 패키징은 검은색 NES 패키징과 차별화하기 위해 흰색이었고, 애플 컴퓨터 제품에서 영감을 받은 흰색 격자 디자인을 사용했다.
마스터 시스템은 1986년 6월 시카고에서 열린 여름 소비자 가전 박람회 (CES)에서 북아메리카에 처음 공개되었다. 초기에는 "파워 베이스" 콘솔, 라이트 건, 두 개의 컨트롤러, 그리고 번들 멀티카트리지와 함께 판매되었다. 콘솔은 1986년 9월에 행온과 Safari Hunt 게임을 포함하여 200달러 (2022년 기준 $470에 해당)에 출시되었다. 닌텐도는 패미컴을 NES로 미국에 수출하고 있었고, 두 회사는 1986년 하반기에 콘솔 마케팅에 1500만 달러를 지출할 계획이었다. 세가는 1986년에 40만에서 75만 대의 콘솔을 판매하기를 희망했다. 1986년 말까지 최소 125,000대의 마스터 시스템 콘솔이 판매되었는데, 이는 아타리 7800의 100,000대보다는 많지만 닌텐도의 110만 대보다는 적었다. 다른 소스에 따르면 1986년 크리스마스까지 250,000대 이상의 마스터 시스템 콘솔이 판매되었다.
일본과 마찬가지로 북아메리카의 마스터 시스템은 게임 라이브러리가 제한적이었다. 닌텐도의 라이선스 정책으로 인해 세가는 액티비전과 파커 브라더스라는 두 개의 타사 미국 퍼블리셔만 보유하고 있었다. 이 두 회사와의 계약은 1989년에 종료되었다. 세가는 마스터 시스템이 "상자의 그래픽이 실제 게임 그래픽과 일치하는" 첫 번째 콘솔이라고 주장했으며, 광고에서 "아케이드 경험"을 강조했다. 마케팅 부서는 단 두 명의 직원이 운영하여 세가는 광고에서 불리한 위치에 있었다. 콘솔 홍보 방법 중 하나로, 1987년 말 세가는 우주비행사 스콧 카펜터와 협력하여 레크리에이션 센터에서 아이들의 집중력과 새로운 기술 습득 능력과 같은 비언어적 기술을 테스트하는 이동 프로그램인 "세가 챌린지"를 시작했다. 아웃런과 Shooting Gallery는 이 챌린지에 포함된 두 게임이었다.
1987년, 미국에서의 판매 부진 속에서, 세가는 마스터 시스템의 미국 유통권을 전자 엔터테인먼트 시스템 경험이 없는 완구 회사 Tonka에 매각했다. 이 거래에 대한 세가의 생각은 닌텐도가 NES를 장난감으로 큰 성공을 거두며 해당 지역에서 마케팅했기 때문에 톤카의 미국 장난감 시장 지식을 활용하려는 것이었다. 이 발표는 1987년 여름 CES 직후에 이루어졌다. 이 기간 동안 세가 아메리카의 인프라 대부분은 마케팅 및 유통에서 고객 서비스에 집중하도록 바뀌었고, 로리는 회사를 떠났다. 톤카는 여러 인기 일본 게임의 현지화를 막았고, 1988년에는 부족한 기간 동안 게임 카트리지 제조에 필요한 EPROM을 구매하는 데 덜 적극적이었다. 또한 1987년 케너 토이즈를 구매하면서 막대한 대출을 받고, 이어서 연휴 시즌 판매 부진과 재정 손실을 겪은 후 비디오 게임에 대한 투자를 덜 하게 되었다. 콘솔 유통업체가 바뀌었음에도 불구하고 마스터 시스템은 시장에서 계속해서 부진한 실적을 보였다.
마크 III는 1987년 10월 18일 일본에서 마스터 시스템으로 다시 출시되었으며, 가격은 ¥16,800이었다. 그러나 여전히 판매 부진을 겪었다. 두 모델 모두 일본에서 닌텐도에게 심각한 도전을 제기하지 못했고, 사토에 따르면 세가는 일본 콘솔 시장의 10%만을 차지할 수 있었다.

### 유럽, 브라질 및 기타 시장
마스터 시스템은 1987년 8월 유럽에서 출시되었다. 영국에서는 Mastertronic, 프랑스에서는 Master Games, 서독에서는 Ariolasoft가 유통을 담당했다. 하지만 Ariolasoft는 초기에는 영국의 유통권을 구매했다. Ariolasoft가 세가와 가격 합의에 이르지 못하자, Mastertronic은 1987년 영국 유통권을 인수하는 계약을 체결하고 1987년 여름 CES에서 이 계약을 발표했다. 회사는 가을까지 12개 타이틀 출시를 발표했다. Mastertronic은 마스터 시스템을 "가정용 아케이드"로 광고하며 £99 (2020년 기준 £280에 해당)에 출시했다. 소매점의 선주문은 높았지만, 세가는 박싱 데이인 12월 26일까지 재고를 공급하지 못해 많은 소매점이 주문을 취소했다. Mastertronic과 Master Games는 재정 위기에 처했고, Ariolasoft는 세가와 다시는 협력하지 않겠다고 다짐했다. Mastertronic은 콘솔 사업에 진출하기 위해 이미 버진 그룹에 소수 지분을 매각했고, 파산을 피하기 위해 나머지를 매각했다. 새롭게 버진 마스터트로닉으로 이름을 바꾼 회사는 1988년 모든 유럽 유통을 인수했다.
버진 마스터트로닉은 마스터 시스템 마케팅을 세가의 아케이드 게임 이식작과 코모도어 64 및 ZX 스펙트럼 컴퓨터에 대한 우수한 비디오 게임 대안으로 포지셔닝하는 데 집중했다. 이러한 마케팅과 닌텐도의 유럽 초기 접근 방식이 덜 효과적이었던 결과로, 마스터 시스템은 유럽 개발자들을 끌어들이기 시작했다. 마스터 시스템은 세가의 후속 콘솔인 메가 드라이브가 출시될 때까지 유럽 비디오 게임 콘솔 시장에서 상당한 부분을 차지했다. 1989년, 버진 마스터트로닉은 마스터 시스템 콘솔과 20개 게임의 대여 서비스를 시작했다. 영국에서는 세가 비디오 게임 전국 챔피언십도 개최되었는데, 우승자는 영국의 텔레비전 쇼 Motormouth에서 일본 및 미국 챔피언과 경쟁했다. 참가자들은 Astro Warrior, 플랫폼 게임, 스포츠 게임 등 다양한 게임에서 경쟁했다. 1980년대 후반, 마스터 시스템은 영국에서 NES보다 더 많이 팔렸다.
마스터 시스템은 유럽에서 성공을 거두었다. 1990년까지 마스터 시스템은 유럽에서 가장 많이 팔리는 콘솔이었지만, NES는 영국에서 빠르게 사용자 기반을 늘리고 있었다. 1990년 한 해 동안, 버진 마스터트로닉은 영국에서 150,000대의 마스터 시스템을 판매했는데, 이는 같은 기간에 판매된 메가 드라이브 60,000대와 닌텐도 콘솔 80,000대보다 많았다. 그 해 유럽 전체에서 세가는 총 918,000대의 콘솔을 판매했는데, 이는 닌텐도의 655,000대보다 많았다.
마스터 시스템은 브라질에서도 성공을 거두었는데, Tectoy에 의해 유통되었으며 1989년 9월에 출시되었다. 전자 장난감에 중점을 둔 브라질 완구 회사 스타트업인 Tectoy는 세가에 자사 제품 유통에 대해 문의했다. 미국에서 Tonka와의 상황을 고려하여 망설였음에도 불구하고, Tectoy는 결국 브라질에서 세가 제품을 관리할 자유를 얻었다. 질리온 애니메이션을 기반으로 한 세가의 레이저 태그 건을 성공적으로 유통하면서 세가는 Tectoy에게 마스터 시스템 유통을 허용하는 신뢰를 주었다. 1990년 말까지 브라질의 설치 기반은 약 28만 대였다. Tectoy는 게임 팁을 제공하는 전화 서비스와 마스터 시스템 클럽을 개설하고, 레지 글로보의 텔레비전 쇼 Sessão Aventura의 광고 시간에 Master Tips 프로그램을 방영했다. 닌텐도는 1993년이 되어서야 브라질에 진출했고, NES 클론이 브라질 시장을 지배했기 때문에 공식적으로 경쟁할 수 없었다. Tectoy는 브라질 비디오 게임 시장의 80%를 차지했다고 주장했다.
대한민국에서는 세가 마크 III가 삼성에 의해 1989년 4월 "겜보이(Gam*Boy)"라는 이름으로 출시되었고, 이후 마스터 시스템 II가 1992년 "알라딘 보이(Aladdin Boy)"라는 이름으로 출시되었다. 이 콘솔은 1993년까지 대한민국에서 72만 대가 판매되어 현대그룹이 "컴보이(Comboy)"라는 이름으로 출시한 NES를 제치고 1993년까지 대한민국에서 가장 많이 팔린 콘솔이 되었다. 마스터 시스템은 호주에서도 인기가 많았는데, 1990년에만 25만 대가 판매되었고, NES보다 더 성공적이었다. 1994년 11월까지 호주에서 65만 대의 마스터 시스템 콘솔이 판매되었다.

### 쇠퇴

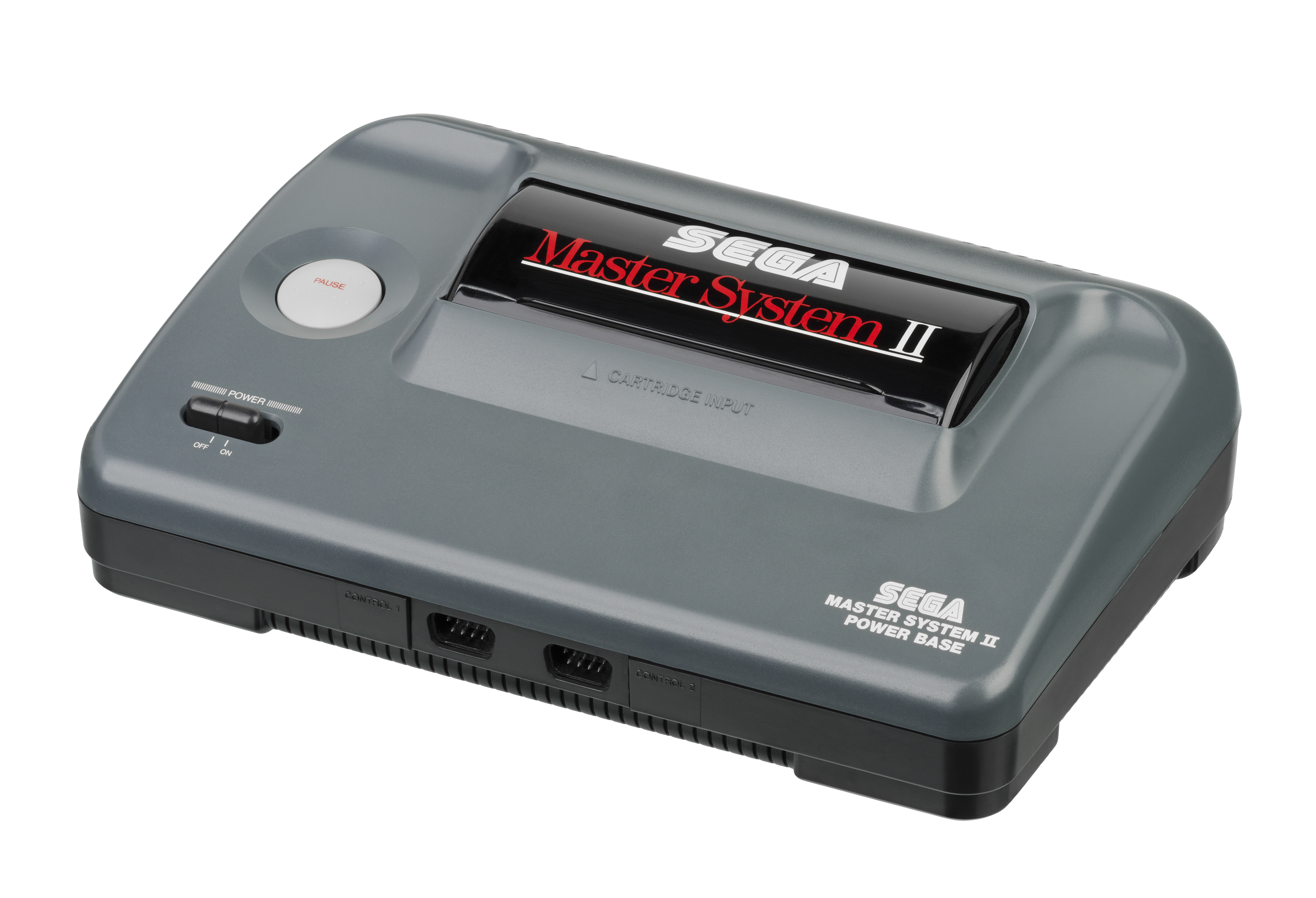
세가에서 1990년에 출시된 비용 절감형 버전 마스터 시스템 II

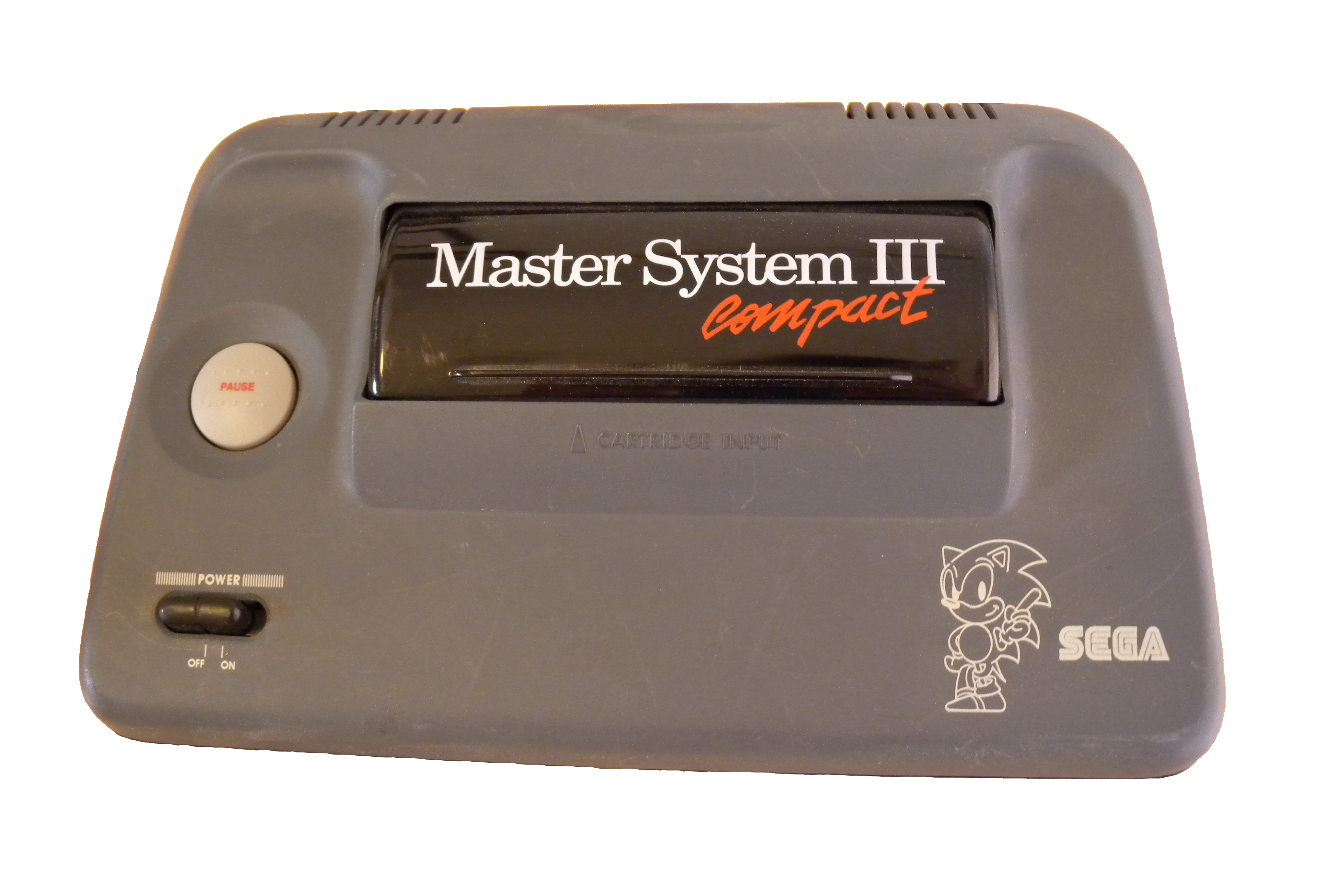
Tectoy에서 제조한 마스터 시스템 III 컴팩트

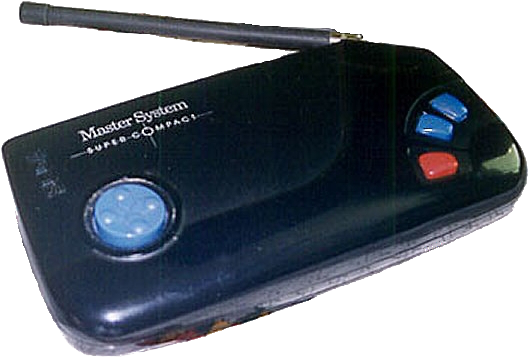
Tectoy의 마스터 시스템 슈퍼 컴팩트

마스터 시스템은 유럽과 브라질에서는 성공을 거두었지만, 1980년대 중후반 닌텐도가 지배하던 일본이나 북미 시장에서는 큰 관심을 얻지 못했다. 1988년까지 닌텐도는 북미 비디오 게임 시장의 83%를 차지했다. 세가가 가정용 시장 침투에 계속 어려움을 겪자, 이시카와가 이끌고 사토가 감독하는 세가의 콘솔 R&D 팀은 마스터 시스템 출시 직후 후속작 개발에 착수했다. 1987년 일본에서는 일본 컴퓨터 거대 기업인 NEC가 큰 홍보와 함께 PC 엔진(PC 엔진 북미판)을 출시하면서 또 다른 경쟁자가 등장했다.
세가는 다음 콘솔인 16비트 메가 드라이브를 1988년 10월 29일 일본에 출시했다. 일본에서 마스터 시스템의 최종 라이선스 발매작은 1989년의 Bomber Raid였다. 같은 해, 세가는 북아메리카에서 제네시스라는 이름으로 새로운 메가 드라이브를 출시할 준비를 하고 있었다. 톤카의 마스터 시스템 취급에 불만을 품은 세가는 미국 내 마스터 시스템의 마케팅 및 유통권을 재취득했다. 1990년, 세가는 세가 카드 슬롯이 없는 저가형 버전인 마스터 시스템 II를 재설계하여 출시했다. 세가는 새로운 모델을 홍보했지만, 판매는 부진했다. 1992년 초까지 북아메리카에서 마스터 시스템 생산은 중단되었고, 150만~200만 대가 판매되었다. 이는 닌텐도가 시장의 80%, 아타리가 12%를 점유하고 있는 상황에서 뒤쳐진 결과였다. 북미에서 마스터 시스템의 마지막 라이선스 발매작은 소닉 더 헤지호그 (1991년)였다.
1990년까지 가장 많이 팔린 콘솔이었던 유럽에서 마스터 시스템은 1990년대 초 NES에 따라잡혀 서유럽에서 간신히 추월당했지만, 영국, 벨기에, 스페인 등 여러 시장에서는 계속해서 선두를 유지했다. 1993년 유럽에서 마스터 시스템의 추정 활성 사용자 기반은 625만 대로, 같은 해 메가 드라이브의 573만 대보다 많았지만 NES의 726만 대보다는 적었다. 메가 드라이브와 합쳐서 세가는 그 해 유럽 콘솔 시장의 대부분을 차지했다. 마스터 시스템 II 또한 성공적이었으며 세가가 상당한 시장 점유율을 유지하는 데 도움이 되었다. 1990년대에도 유럽에서는 Mercs, 소닉 더 헤지호그 2 (모두 1992년), 베어 너클 II: 사투로의 진혼가 (1994년) 등 여러 타이틀이 계속 출시되었다.
마스터 시스템은 브라질에서 지속적인 성공을 거두었으며, Tectoy가 오리지널 하드웨어를 에뮬레이션하는 전용 "플러그 앤 플레이" 콘솔을 판매하고 있으며 휴대용 버전도 있다. 이러한 시스템에는 마스터 시스템 컴팩트 및 마스터 시스템 III이 포함되며, Tectoy는 오리지널 마스터 시스템을 리메이크하라는 요청도 받았다. 2012년 UOL 기사에 따르면, Tectoy의 마스터 시스템 및 메가 드라이브 재출시 모델은 브라질에서 연간 약 15만 대가 판매되었다고 한다. 2016년까지 Tectoy는 브라질에서 마스터 시스템 브랜드 시스템을 800만 대 판매했다고 밝혔다.

## 기술 사양
마스터 시스템의 주요 CPU는 4 MHz로 평가되지만 3.58 MHz로 작동하는 8비트 자일로그 Z80A이다. 8 KB의 ROM, 8 KB의 RAM, 16 KB의 비디오 RAM (VRAM)을 가지고 있다. 비디오는 RF 스위치를 통해 제공되며 (AV 포트가 있는 모델 1은 컴포지트 및 심지어 RGB 비디오도 출력할 수 있다) 256 × 192 픽셀 해상도로 총 64가지 색상 팔레트에서 한 번에 최대 32가지 색상을 표시한다. 비디오 디스플레이 프로세서 (VDP) 그래픽 칩은 세가가 마크 III용으로 설계했다. 마스터 시스템의 크기는 365 mm × 170 mm × 70 mm (14.4 in × 6.7 in × 2.8 in)이며, 마크 III의 크기는 318 mm × 145 mm × 52 mm (12.5 in × 5.7 in × 2.0 in)이다. 두 콘솔 모두 게임 입력을 위한 두 개의 슬롯을 사용하는데, 하나는 메가 카트리지용이고 다른 하나는 마이 카드용이며, 확장 슬롯과 두 개의 컨트롤러 포트가 있다. 사운드는 VDP에 내장된 텍사스 인스트루먼츠 SN76489 PSG에서 제공되며, 3개의 방형파 채널과 1개의 백색 잡음 채널을 제공할 수 있다. 일본 버전에는 야마하 YM2413 FM 칩도 통합되어 있으며, 마크 III에서는 선택 사항이었다. 몇 가지 예외를 제외하고 마스터 시스템 하드웨어는 마크 III의 하드웨어와 동일하다. 이 콘솔용 게임은 파워 베이스 컨버터 액세서리를 사용하여 메가 드라이브에서 플레이할 수 있으며, 마스터 기어 컨버터를 사용하여 게임 기어에서 플레이할 수 있다. 기본 NES와 비교했을 때, 마스터 시스템은 4배 더 많은 시스템 메모리, 8배 더 많은 비디오 메모리, 그리고 더 높은 CPU 클럭 속도를 가지고 있다.
세가는 마스터 시스템의 여러 버전을 생산했다. 1990년에 출시된 마스터 시스템 II는 비용 절감을 위해 세가 카드 슬롯, 리셋 버튼, 전원 표시등, 확장 포트, 시작 음악 및 로고 등 여러 구성 요소를 제거했다. 대부분의 지역에서 마스터 시스템 II의 A/V 포트는 생략되어 RF 출력만 가능했다. 이는 프랑스에서는 역으로, 마스터 시스템 II의 현지 버전은 A/V 비디오 출력만 가능하고 RF 하드웨어는 생략되었다. 브라질에서는 Tectoy가 여러 라이선스 변형 모델을 출시했다. 마스터 시스템 슈퍼 컴팩트는 RF 송신기로 무선으로 작동하며, 마스터 시스템 걸은 밝은 분홍색 플라스틱으로 성형되어 소녀들을 대상으로 했다. 2006년에 출시된 마스터 시스템 3 컬렉션에는 120개의 내장 게임이 포함되어 있다. 마스터 시스템의 휴대용 버전은 2006년 콜레코와 같은 여러 브랜드로 출시되었다.

### 액세서리
| 두 개의 마스터 시스템 컨트롤러 | 마스터 시스템 라이트 페이저 | 세가 3D 안경        |
| 마스터 시스템 컨트롤러         | 라이트 페이저               | 세가스코프 3-D 안경 |

마크 III와 마스터 시스템을 위한 여러 호환 액세서리가 제작되었다. 컨트롤러는 십자 패드와 두 개의 버튼이 있는 직사각형으로 구성되어 있다. 세가는 또한 패들 컨트롤러와 같은 추가적인 마크 III 컨트롤러를 출시했다. 스티어링 휠과 비행 스틱이 결합된 핸들 컨트롤러는 1989년에 출시되었다. 세가 컨트롤 스틱은 표준 컨트롤러와 반대쪽에 버튼이 있는 아케이드 스타일 조이스틱이다. 유럽에서는 출시되지 않은 세가 스포츠 패드는 트랙볼을 활용하며 세 가지 게임과 호환된다. 세가는 또한 컨트롤러 확장 장치인 래피드 파이어 유닛을 개발하여 두 버튼 중 하나를 누르고 있으면 자동 발사가 가능하게 했다. 이 유닛은 콘솔과 컨트롤러 사이에 연결된다. 라이트 건 주변기기인 라이트 페이저는 질리온이라는 일본 애니메이션의 동명 무기를 기반으로 했다. 13개의 게임과 호환되며 서양에서만 독점적으로 출시되었다.
스페이스 해리어 3D와 같은 게임을 위해 3D 안경인 세가스코프 3-D가 제작되었지만, 마크 III 사용자들은 이를 사용하기 위해 추가 변환기가 필요하다. 세가스코프 3-D는 액티브 셔터 3D 시스템을 통해 작동하여 입체 효과를 생성한다. 이 안경은 세가 카드 슬롯에 연결되어야 하므로 카드 슬롯이 없는 마스터 시스템 II에서는 작동하지 않는다. Zaxxon 3-D와 아웃런 3D를 포함하여 총 8개의 게임이 이 안경과 호환된다.
마크 III에는 선택 사항인 RF 송신기 액세서리가 있어, UHF 텔레비전 신호로 게임을 무선으로 전송하여 플레이할 수 있다.

### 게임 기어

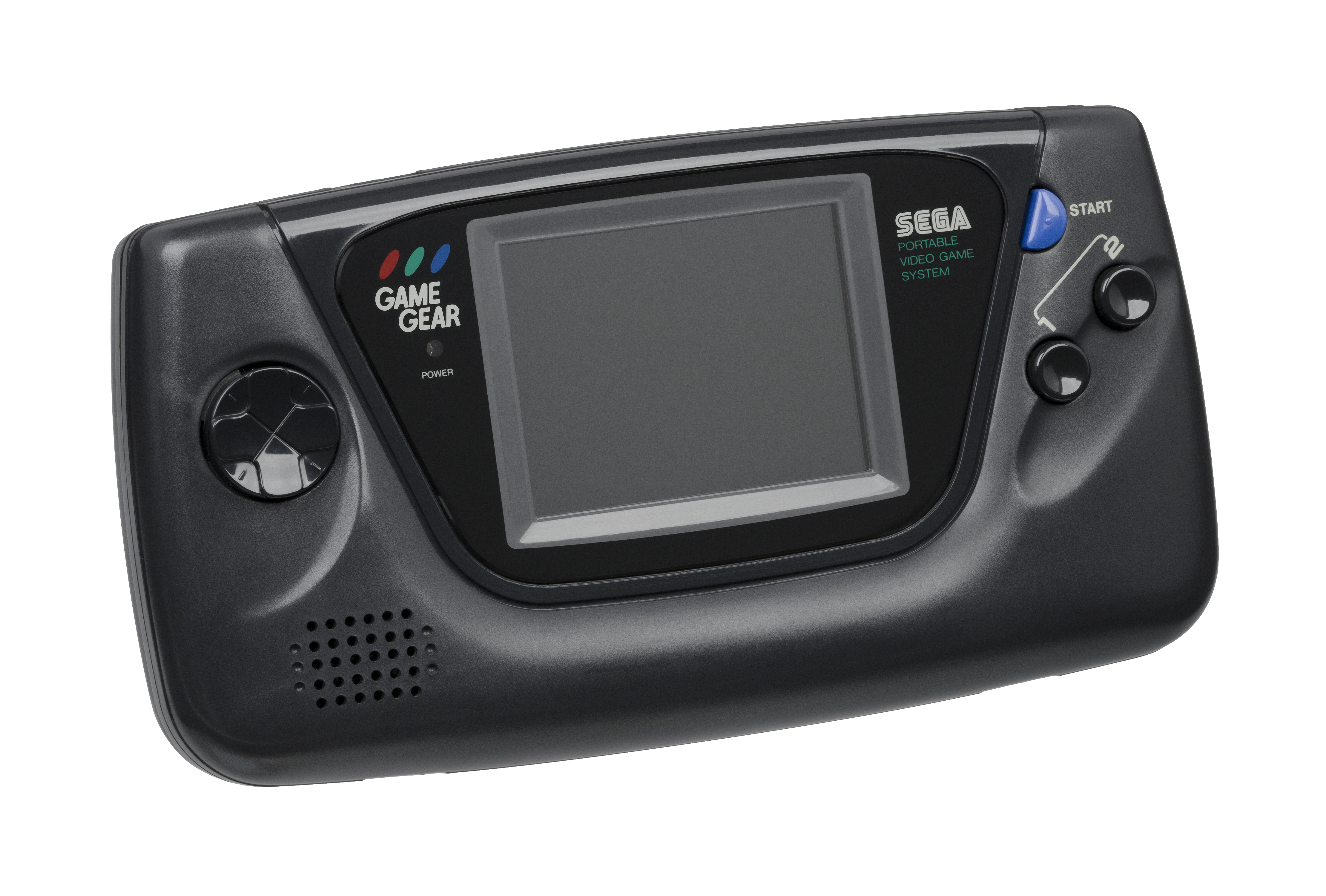
게임 기어는 마스터 시스템의 아키텍처를 기반으로 했다.

"프로젝트 머큐리"라는 이름으로 개발되었고 마스터 시스템의 하드웨어를 기반으로 설계된 게임 기어는 휴대용 콘솔 게임기이다. 1990년 10월 6일 일본에서 처음 출시되었고, 1991년 북미와 유럽, 1992년 호주와 뉴질랜드에서 출시되었다. 일본에서는 JP¥19,800, 북미에서는 $149.99, 영국에서는 £99.99에 처음 판매되었으며, 게임 기어는 닌텐도가 1989년에 출시한 게임보이와 경쟁하기 위해 설계되었다. 게임 기어와 마스터 시스템 하드웨어 사이에는 유사점이 있으며, 마스터 시스템 게임은 마스터 기어 컨버터 액세서리를 사용하여 게임 기어에서 플레이할 수 있다. 게임 기어의 게임 라이브러리의 상당 부분은 마스터 시스템 이식작으로 구성되어 있다. 풍경 화면 방향을 포함한 하드웨어 유사성 때문에 마스터 시스템 게임은 휴대용 기기로 쉽게 이식될 수 있다. 특히 브라질 시장에서는 Tectoy가 게임 기어보다 마스터 시스템이 더 인기가 많았기 때문에 많은 마스터 시스템 게임 이식작을 만들었다.

## 게임 라이브러리
마스터 시스템 게임은 두 가지 형식으로 출시되었다: 롬 카트리지는 최대 4 Mbit (512 KB)의 코드와 데이터를 저장할 수 있었고, 마이 카드는 최대 256 Kbit (32 KB)를 저장할 수 있었다. 카트리지는 저장 용량에 따라 One Mega (1 Mbit), Two Mega (2 Mbit), Four Mega (4 Mbit)로 판매되었다. 카트리지보다 제조 비용이 저렴한 카드는 스파이 vs. 스파이와 슈퍼 테니스를 포함했지만, 결국 작은 메모리 크기로 인해 단종되었다. 출시된 라이브러리의 크기는 지역에 따라 다르다. 북미에서는 100개가 넘는 게임이 출시되었지만, 일본은 그보다 적었다. 반면 유럽은 제네시스 게임의 8비트 이식작과 PAL 전용 출시작을 포함하여 300개가 넘는 라이선스 게임을 받았다. 첫 마크 III 전용 카트리지는 1986년 6월 15일에 출시된 판타지 존이었으며, Bomber Raid는 1989년 2월 4일, 메가 드라이브 출시 몇 달 후 마지막으로 출시되었다. 북미의 마지막 출시작은 1991년 10월의 소닉 더 헤지호그였다. PAL 지역의 게임은 1990년대 중반까지 계속 출시되었다.
세가 마크 III와 일본 마스터 시스템은 SC-3000/SG-1000 카트리지와 하위 호환되며, 카드 캐처 주변기기 없이도 세가 카드 게임을 플레이할 수 있다. 그러나 SC-3000의 교육 및 프로그래밍 카트리지는 마크 III와 호환되는 SK-1100 키보드 주변기기가 필요하다. 마크 III 전용 게임은 처음에는 카드 형식으로 출시되었으며 (SC-3000/SG-1000용 게임과 구별하기 위해 My Card Mark III로 표기됨), 1985년 10월 20일 출시된 테디 보이 블루스와 행온이 시작이었다.
마스터 시스템으로 출시된 게임 중, 판타지 스타는 벤치마크 RPG로 평가되며 성공적인 프랜차이즈가 되었다. 당시 세가의 대표 캐릭터였던 알렉스 키드는 알렉스 키드의 미라클 월드를 포함한 여러 게임에 등장했다. 원더보이 III: 드래곤의 함정은 플랫폼 게임 플레이와 RPG 요소를 결합하여 영향력을 행사했다. 다양한 마스터 시스템 콘솔에는 Snail Maze, 행온/Safari Hunt, 알렉스 키드의 미라클 월드, 소닉 더 헤지혹과 같은 내장 게임이 포함되어 있었다. 배터리 백업 저장 게임 지원은 Penguin Land, 판타지 스타, 이스, 미라클 워리어스를 포함한 8개의 카트리지에 포함되었다.
더 광범위한 PAL 지역 라이브러리에는 베어 너클과 같은 메가 드라이브 프랜차이즈의 8비트 버전, 여러 추가 소닉 더 헤지혹 게임, 그리고 The Lucky Dime Caper Starring Donald Duck, 아스테릭스, 닌자 가이덴, Master of Darkness, 파워 스트라이크 II와 같은 수십 개의 PAL 전용 게임이 포함되어 있다. 레트로 게이머의 대미언 맥페런은 "흥미로운 이식작과 훌륭한 독점작으로 구성된" "뛰어난" PAL 라이브러리가 북미 라이브러리보다 풍부하며 "꾸준한 고품질 타이틀 공급"을 제공했다고 칭찬했다.
마스터 시스템이 다른 시장에서 단종된 후, 브라질에서는 Tectoy를 통해 스트리트 파이터 II: 챔피언 에디션 및 다이너마이트 헤디 이식작을 포함한 추가 게임이 출시되었다. Tectoy는 해당 지역 독점 게임의 포르투갈어 번역본을 만들었다. 이들 중 일부는 인기 있는 브라질 엔터테인먼트 프랜차이즈와 연관되어 있었다. 예를 들어, 테디 보이는 Geraldinho가 되었고, 특정 원더 보이 타이틀은 Monica's Gang 게임이 되었으며, 고스트하우스는 멕시코 TV 시리즈 엘 차풀린 콜로라도를 기반으로 한 Chapolim vs. Dracula: Um Duelo Assutador가 되었다. Tectoy는 또한 메가 드라이브와 게임 기어의 다양한 게임을 포함하여 게임을 마스터 시스템으로 이식했다. 이식 외에도, Tectoy는 우디 우드페커 (포르투갈어로 Pica-Pau)가 브라질 텔레비전에서 가장 인기 있는 만화라는 것을 알게 된 후 Férias Frustradas do Pica-Pau를 개발했으며, 최소 20개 이상의 독점작도 개발했다. 이러한 타이틀은 브라질의 Tectoy 자체 개발팀에서 개발되었다.
닌텐도의 라이선스 정책으로 인해 타사 NES 개발자는 다른 플랫폼에서 게임을 출시할 수 없었기 때문에, 타사 개발자 중 마스터 시스템용 게임을 출시한 곳은 거의 없었다. 사토에 따르면, 세가는 타사와의 관계 구축보다는 아케이드 게임 이식에 중점을 두었다고 한다. 세가 디자이너 마크 서니에 따르면, 세가의 초기 마스터 시스템 게임 대부분은 엄격한 3개월 기한 내에 개발되었으며, 이는 게임 품질에 영향을 미쳤다. 컴퓨터 게이밍 월드는 새로운 세가 게임을 "사막의 물방울"에 비유했다. 마스터 시스템용 게임은 NES에 비해 더 발전된 하드웨어를 활용했다. 예를 들어, 알렉스 키드의 미라클 월드는 NES 게임보다 "눈부신 색상과 더 자세한 스프라이트"를 선보였다. 마스터 시스템 버전의 알타입은 터보그래픽스-16 이식작에 필적하는 영상미로 칭찬을 받았다.
2005년, 세가는 AtGames와 대만, 홍콩, 중국에서 에뮬레이션된 마스터 시스템 소프트웨어를 출시하는 계약을 체결했다. 여러 마스터 시스템 게임은 닌텐도의 Wii 버추얼 콘솔에서 다운로드 가능하게 출시되었으며, 2008년 일본에서는 북두의 권이, 북미에서는 원더보이가 시작이었다. 마스터 시스템 게임은 GameTap 온라인 서비스를 통해서도 출시되었다.

## 평가 및 유산
브라질에서 새로운 변형 모델이 계속 출시되면서, 마스터 시스템은 많은 비디오 게임 간행물에서 비디오 게임 역사상 가장 오래 살아남은 게임 콘솔로 여겨지며, 아타리 2600으로부터 이 타이틀을 가져왔다. 마스터 시스템의 판매량은 이후 브라질 판매량을 제외하고 1천만에서 1천3백만 대 사이로 추정된다. 일본과 북미보다 유럽과 브라질에서 훨씬 더 지속적인 성공을 거두었다. 1989년, 마스터 시스템은 NPD Group의 완구 소매 판매 추적 서비스에서 상위 20개 제품에 포함되었다. 그러나 일렉트로닉 게이밍 먼슬리 1992년 구매자 가이드는 콘솔에 대한 관심이 시들해지고 있음을 나타냈다. 4명의 리뷰어는 메가 드라이브의 더 나은 가치와 마스터 시스템용 고품질 게임 부족에 초점을 맞춰 각각 10점 만점에 5, 4, 5, 5점을 주었다. 1993년에는 리뷰어들이 세가가 북미에서 콘솔을 포기하고 새로운 출시작이 부족하다는 점을 지적하며 10점 만점에 2, 2, 3, 3점을 주었다. 반대로 NES는 북미에서만 3,400만 대 이상 판매되어 마스터 시스템의 전 세계 평생 판매량의 거의 세 배에 달했다. 플레이싱스의 빌 피어스에 따르면, NES는 더 나은 소프트웨어와 더 잘 알려진 캐릭터를 통해 우위를 점했다. 세가는 다음 세대에서 메가 드라이브 출시로 닌텐도와의 격차를 줄였는데, 메가 드라이브는 3075만 대가 판매되었고 슈퍼 패미컴은 4900만 대가 판매되었다.
마스터 시스템에 대한 회고적 평가는 메가 드라이브의 개발에 대한 기여를 칭찬하지만, 작은 게임 라이브러리에 대해서는 비판적이었다. AllGame의 데이브 비셔는 마스터 시스템이 "타사 소프트웨어 지원 부족으로 망했고, 1992년까지 미국 시장에서 거의 사라졌다"고 지적했다. 레트로 게이머의 작가 애덤 뷰캐넌은 더 큰 PAL 라이브러리를 "흥미로운 이식작과 훌륭한 독점작으로 이루어진 뛰어난 라이브러리"라고 칭찬했다. 또한 레트로 게이머의 대미언 맥페런은 메가 드라이브의 성공에 대한 중요성을 인정하며 "이 엄청나게 저평가된 기기가 없었다면 세가는 메가 드라이브로 누린 상당한 성공을 거두지 못했을 것이다. 마스터 시스템은 세가가 아케이드 이식작, 오리지널 IP를 실험하고 사랑스러운 원숭이 소년 알렉스 키드 형태의 마스코트까지 만들 수 있게 해주었다"고 말했다. 2009년, 마스터 시스템은 IGN에 의해 아타리 7800 (17위)과 NES (1위)에 이어 역대 20번째 최고의 콘솔로 선정되었다. IGN은 마스터 시스템의 작고 불균형한 NTSC 라이브러리를 주요 문제로 지적하며 "주요 출시작들 사이에 몇 달이 걸릴 수 있었고, 이는 마스터 시스템에서 실패작이 나오면 더욱 고통스러웠다"고 언급했다.